# Сбогом на 20-ия век
„Сбогом на 20-ия век“ (на македонска литературна норма: „Збогум на 20-тиот век“) е научнофантастичен филм от Република Македония от 1998 година на режисьорите Александър Поповски и Дарко Митревски по сценарий на Буяр Муча, Предраг Андонов.
Главната роля се изпълнява от Окан Младенович.